# The basis of Trancetherapy
The basis of Trancetherapy es el primer álbum de la banda española de metalcore Inntrance.
El álbum fue grabado en los New Life Studios (Madrid) y Olmostudios en junio de 2008. La banda graba su primer videoclip "Secret Alibi", tema elegido como primer sencillo del CD. En este período Dani Fernández abandona Dark moor por motivos personales. En mayo de 2009 sale a la venta "The basis of Trancetherapy" a nivel mundial por el sello discográfico STF Records.
El álbum cuenta con la participación de Mar García, buena amiga de la banda y además cantante de algunas formaciones metaleras.

## Canciones
1. Bullets
2. Own Strength
3. Secret Alibi
4. Redemption
5. Burning my way
6. Human Sickness
7. Madman
8. Fear
9. Religion
10. Murdermorf
11. Another Dimension
12. Let me die

## Formación
- Kiko Hagall - Voz
- Miguel Barez - Guitarra
- Dani Férnandez - Bajo
- Nacho Arriaga - Batería

- Datos: Q6145532